# تلفزيون كاناغاوا
تي في كاناغاوا (テレビ神奈川 'Terebi Kanagawa') هي محطة تلفزيونية مستقلة  في اليابان تخدم كاناغاوا وأجزاء من منطقة طوكيو الكبرى مع الاستقبال المناسب. المحطة تأسست في 20 أبريل 1971 و بدأت البث في 1  أبريل 1972. لها رمز النداء  JOKM-TV (JOKM-DTV الرقمية) وتحتل القناة 42 على موجات الهواء.
المحطة هي عضو في الرابطة اليابانية من محطات التلفزيون المستقلة.

## القنوات
- التناظرية: قناة 42
- Digital: قناة 18 (تحكم عن بعد معرف 3)

## وصلات خارجية
- (باليابانية) موقع الشركة